# حلقي الدوديكاتريين
حلقي الدوديكاتريين (وبشكل أدق 9,5,1-حلقي الدوديكاتريين، يرمز له اختصاراً CDT) هو مركب عضوي حلقي هيدروكربوني من الألكينات الحلقية، صيغته C12H18 ويوجد على شكل سائل عديم اللون.
توجد هناك أربع متصاوغات من حلقي الدوديكاتريين

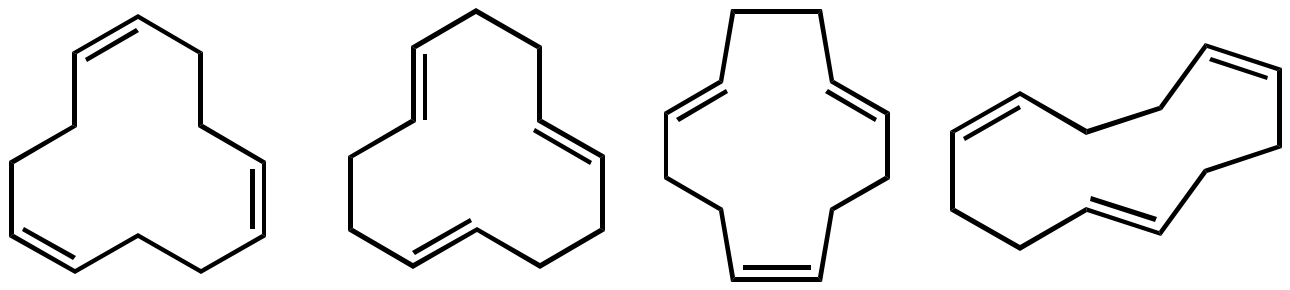
الأشكال المتصاوغة من حلقي الدوديكاتريين

‏

## التحضير
يحضر المركب (الشكل مفروق،مفروق، مقرون trans,trans,cis) من تفاعل تحلق ثلاثي لمركب 3،1-بوتاديين باستخدام حفاز مكون من مزيج من رباعي كلوريد التيتانيوم ومركب ألومنيوم عضوي (كلوريد إيثيل الألومنيوم). وصلت سعة الإنتاج من هذا المركب سنة 1995 حوالي 8000 طن.
من النواتج الثانوية لطريقة التحضير هذه الحصول على ديميرات (ثنائيات القسيمات) وأوليغوميرات (قليلات القسيمات) من البوتاديين.

## الخواص
توجد جميع متصاوغات 9,5,1-حلقي الدوديكاتريين على شكل سوائل عديمة اللون، وهي لها رائحة تسبه رائحة التربينات. يمكن لهذه المتصاوغات أيضاً أن تشكل معقدات تناسقية مع الفلزات الانتقالية؛ كما تدخل في تفاعلات تحلق تبادلية وعمليات مصاوغة بينية.

## الاستخدامات
يستخدم حلقي الدوديكاتريين للحصول على حمض الدوديكانديويك المستخدم مادة أولية بادئة في تفاعلات بلمرة للحصول على نوع من أنواع النايلون (نايلون-12).
يحول مركب حلقي الدوديكاتريين (1) إلى حمض الدوديكانديويك (4) بعملية هدرجة إلى حلقي الدوديكان (2) ومن ثم بالأكسدة بواسطة حمض البوريك إلى مزيج من الكحول (3a) والكيتون (3b) ثم بالمعالجة مع حمض النتريك في الخطوة الأخيرة:
.